# Manzana Fuji
La manzana Fuji o manzana fuyi (siguiendo las reglas de ortografía del español) es un clon de manzana Malus domestica desarrollado por cultivadores de la Estación de Investigación Tohoku (農林省園芸試験場東北支場) en Fujisaki (Aomori, Japón) a finales de los años 1930. La Estación de Investigación se trasladó a Morioka más adelante. Actualmente es la Organización Nacional de Agricultura e Investigación Alimentaria (農業・食品産業技術総合研究機構), Instituto Nacional de Ciencia de Árboles Frutales (果樹研究所) 果樹試験場リンゴ研究部  y comercializado en 1962. Procede de un cruce de dos variedades de manzana estadounidenses, la 'Red Delicious' y la antigua 'Ralls Janet' de Virginia (a veces llamada Ralls Genet).
Su nombre procede de la ciudad de Fujisaki, aunque a veces se cree que lo hace del monte Fuji.

## Visión general

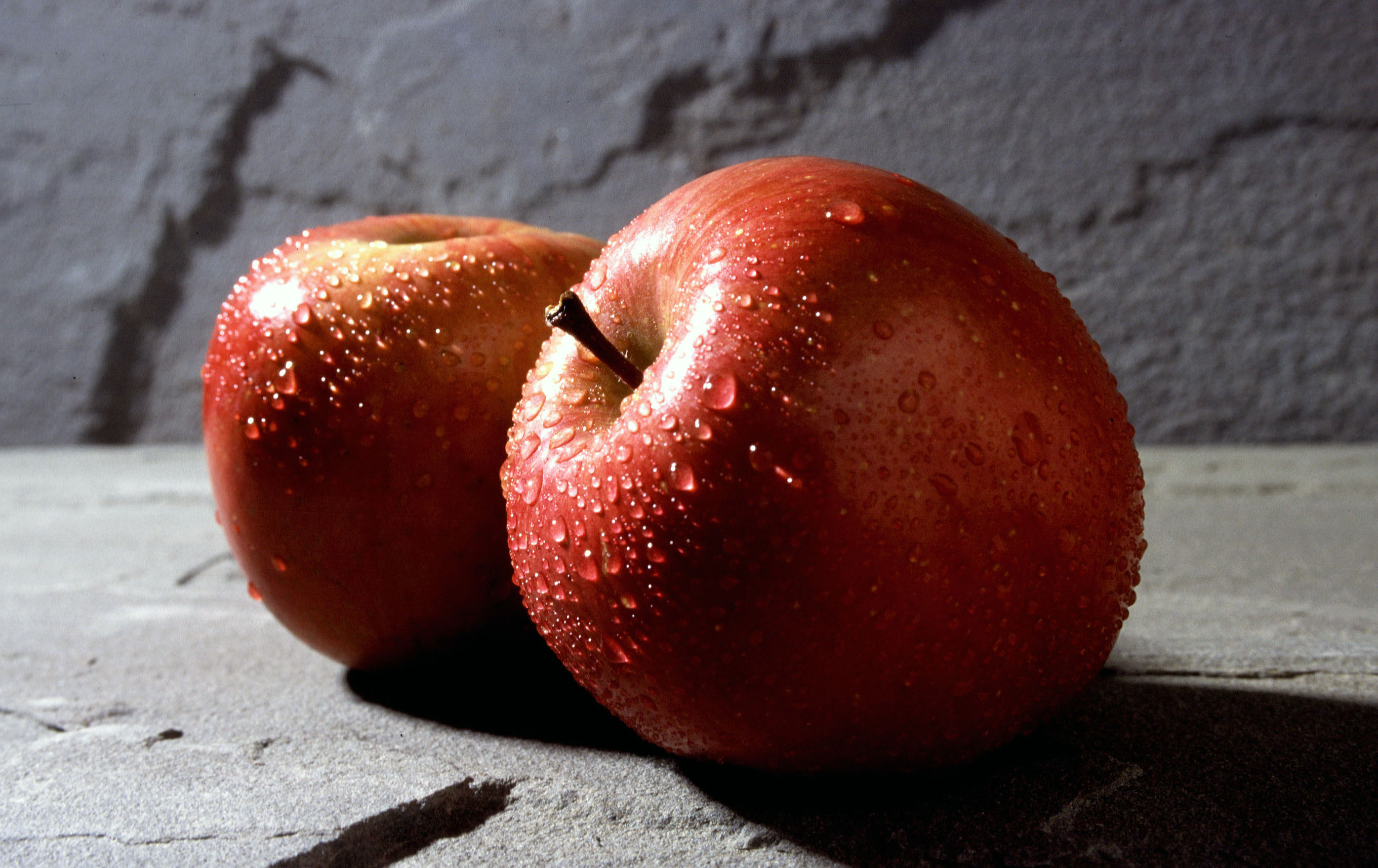
Manzanas Fuji.

Las manzanas Fuji suelen ser grandes o muy grandes y redondas, de media del tamaño de una pelota de tenis. Contienen entre un 9 y un 11% de azúcares por peso y tienen una carne densa más dulce y crujiente que las de muchas otras variedades de manzana, lo que las hace popular entre consumidores de todo el mundo. Las manzanas Fuji también tienen una fecha de caducidad muy larga respecto a otras manzanas, incluso sin refrigeración. Cuando se refrigeran, las manzanas Fuji pueden permanecer frescas hasta 5 o 6 meses.
En Japón, las manzanas Fuji siguen siendo un superventas sin rival. Los consumidores japoneses prefieren la textura crujiente y el dulzor de las manzanas Fuji casi hasta la exclusión de otras variedades, por lo que las importaciones japonesas de manzana son bajas. La prefectura de Aomori es quizá la región productora de manzana más conocida de Japón. De las aproximadamente 900.000 toneladas de manzana producidas anualmente en Japón, 500.000 proceden de Aomori.
Fuera de Japón, la popularidad de las manzanas Fuji sigue creciendo, suponiendo el 53,2% de los 20 millones de toneladas producidas anualmente en China. Desde su introducción en el mercado estadounidense en los años 1980, las manzanas Fuji han ganado popularidad entre los estadounidense, siendo la cuarta manzana más popular en 2003 en la lista de la Asociación estadounidense de la Manzana, tras la Red Delicious, la Golden Delicious y la Gala. Las manzanas Fuji se cultivan actualmente en estados dedicados tradicionalmente a este producto, como Washington, Nueva York (estado) y California, a medida que la demanda se decanta tanto en el mercado interior como en las exportaciones hacia esta variedad. Washington, el productor de más de la mitad de las manzanas estadounidenses, recoge unas 135.000 toneladas de Fuji al año, solo por debajo de la Red Delicious y la Golden Delicious.

## Cultivares mutantes
Muchos cultivares mutantes de la manzana Fuji han sido reconocidas y propagadas. Además de las que han permanecido sin patentar, veinte han obtenido una patente (a agosto de 2008):
| Fecha                    | «Inventor»            | Nombre comercial             | Mutada de                 | Cesionario                  | Hábito          | Patrón                             | Cultivo temprano       | Color                       | N.º patente |
| ------------------------ | --------------------- | ---------------------------- | ------------------------- | --------------------------- | --------------- | ---------------------------------- | ---------------------- | --------------------------- | ----------- |
| 28 de agosto de 1989     | Hiraragi              | Yataka                       | Fuji                      | Makoto Okada                | estándar        | rayado                             | 1 mes                  | -                           | 7001        |
| 6 de octubre de 1992     | Yahagi                | Heisei Fuji, Beni Shogun9645 | Yataka7001                | Nakajima Tenkoen            | estándar        | liso                               | no                     | rojo oscuro                 | 7997        |
| 17 de noviembre de 1992  | Cooper                | T.A.C.#114                   | Redsport Type 2           | T.A.C.                      | espontáneo      | rayado                             | 10—14 día              | rojo más brillante, 80—90%  | 8032        |
| 26 de septiembre de 1995 | Fukuda                | Tensei                       | Fuji                      | Fukushima Tenkoen           | estándar, mayor | rayado                             | no                     | igual                       | 9298        |
| 16 de abril de 1996      | Lynd                  | Fuji-Spike                   | Fuji                      | Lynd                        | espontáneo      | rayado                             | 0—5 día                | igual                       | 9508        |
| 24 de septiembre de 1996 | Van Leuven            | Myra                         | variedad roja desconocida | C & O                       | estándar        | colorado con rayas sutiles         | 1 semana               | rosa brillante              | 9645        |
| 9 de diciembre de 1997   | Auvil                 | Fuji 216                     | T.A.C.#1148032            | Auvil                       | estándar        | colorado                           | 5—21 días              | rojo más brillante, 90—100% | 10141       |
| 24 de marzo de 1998      | Coopr & Perkins       | Fuji Compact T.A.C. #114     | T.A.C.#1148032            | T.A.C.                      | espontáneo      | igual                              | igual                  | igual                       | 10291       |
| 25 de enero de 2000      | Van Leuven            | Fiero                        | Yataka7001                | C & O                       | estándar        | rayas no diferenciadas             | 7—10 días              | colorado más intenso        | 11193       |
| 18 de septiembre de 2001 | Snyder                | Snyder                       | BC 2                      | Snyder                      | semi-espontáneo | rayas fuertes                      | igual                  | igual                       | 12098       |
| 27 de noviembre de 2001  | Torres                | Triple E                     | BC 2                      | -                           | estándar        | 85—100% colorado                   | 10—14 día              | rojo liso                   | 12219       |
| 16 de abril de 2002      | Rankin                | Rankin Red                   | Yakata7001                | Twin Springs Fruit Farm     | estándar        | 70—90% colorado                    | 5 días                 | más intenso                 | 12551       |
| 11 de noviembre de 2003  | Teague                | Irene                        | BC 2                      | -                           | estándar        | liso                               | 60 días                | amarillo                    | 14229       |
| 26 de octubre de 2004    | Braun                 | Brak                         | Fuji                      | Kiku                        | estándar        | rayado                             | temprano               | rojo rubí                   | 15261       |
| 21 de febrero de 2006    | Clevenger             | Fugachee                     | Fuji                      | -                           | estándar        | 70—90% colorado                    | 14 días antes de Fiero | -                           | 16270       |
| 6 de junio de 2006       | Banning               | Banning Red                  | Desert Rose Fuji          | Banning                     | estándar        | rayado                             | -                      | más rojo                    | 16624       |
| 14 de agosto de 2007     | Lee, Edwards, Delugar | CABp                         | Nagafu 6                  | CABp 4                      | estándar        | rayado                             | -                      | «superior»                  | 17914       |
| 11 de septiembre de 2007 | Eppich                | Eppich 2                     | T.A.C. #1148032           | -                           | estándar        | colorado con rayas suaves          | no está claro          | amarillo y rojo             | 18004       |
| 29 de abril de 2008      | Braun                 | Fuji Fubrax                  | Fuji                      | Kiku SRL                    | estándar        | rayas oscuras rojo rubí y colorado | tardío                 | verde-amarillo              | 18761       |
| 29 de julio de 2008      | Leis, Mazzola         | Fujiko                       | Nagafu 12                 | Consorzio Italians Vivaisti | estándar        | difuso                             | -                      | rojo más intenso            | 19054       |

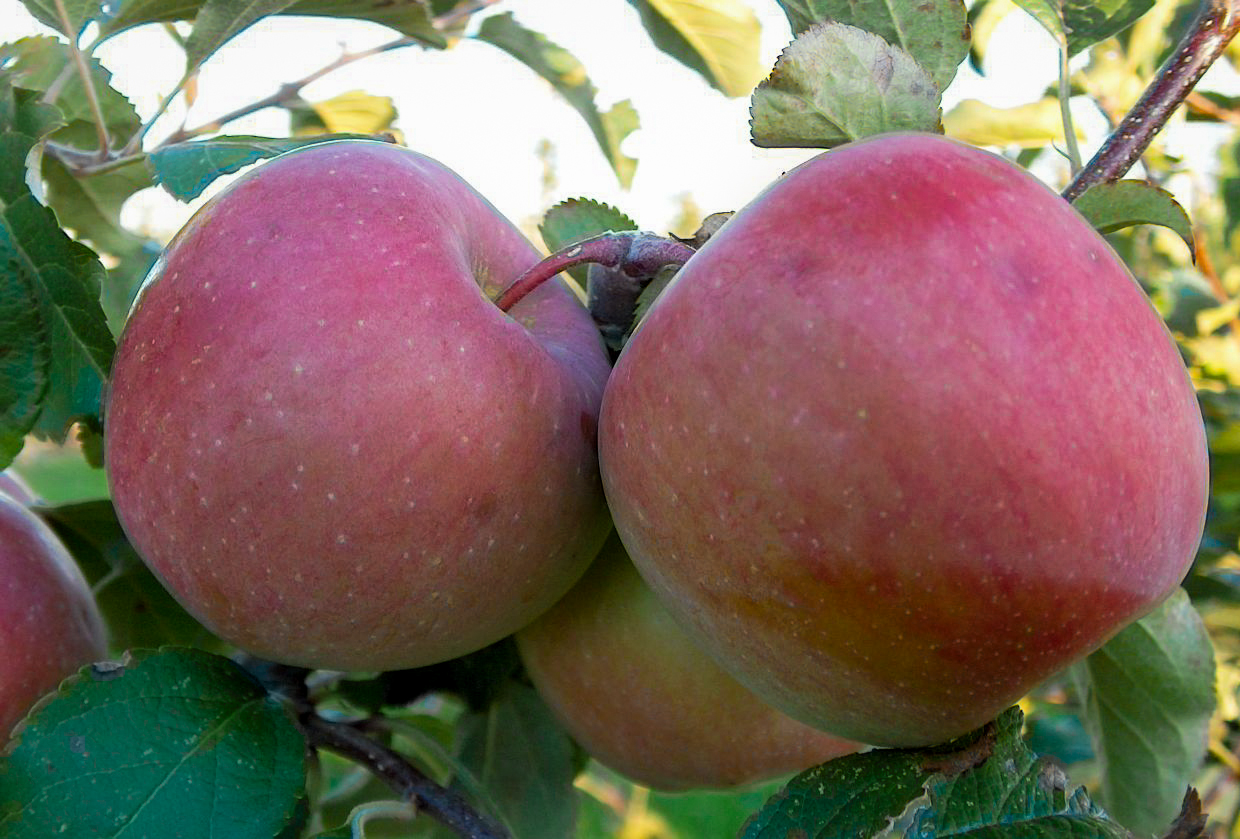
Fuji Kiku en el árbol.

Entre las mutaciones de la Fuji sin patentar están:

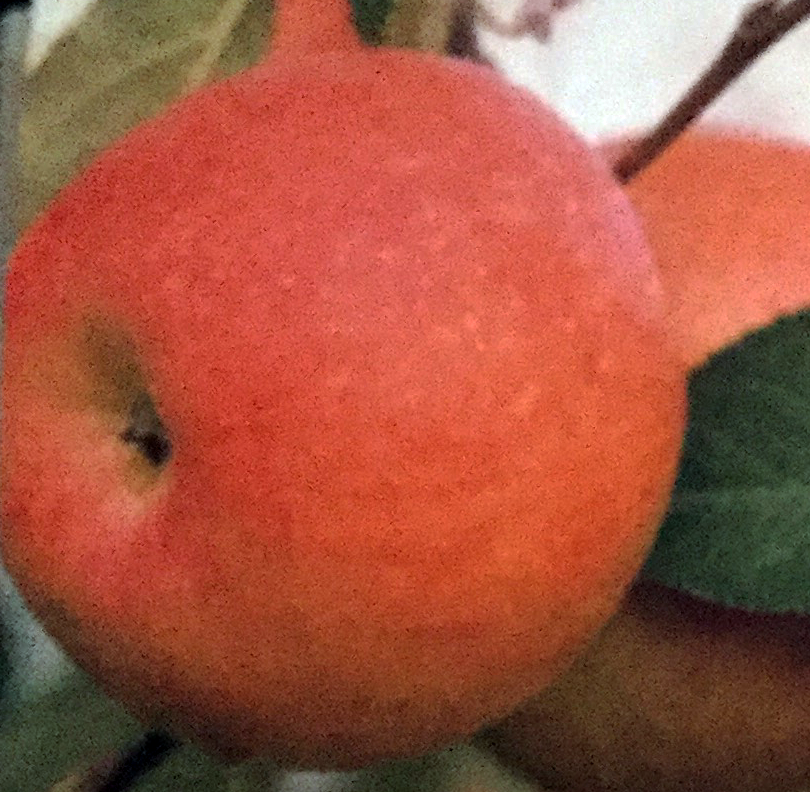
Fuji-nagafu-6

- BC 2
- Desert Rose Fuji
- Nagafu 2
- Nagafu 6
- Nagafu 12
- Redsport Type 1
- Redsport Type 2